# Zjednoczeni wielbiciele
Zjednoczeni wielbiciele – ogólnoświatowa seria kongresów (dużych spotkań religijnych) o charakterze międzynarodowym, zorganizowanych przez Świadków Jehowy, które odbyły się w roku 1961.

## Kongresy międzynarodowe na świecie
W Ameryce Północnej zorganizowano siedem kongresów międzynarodowych, a w Europie Zachodniej – sześć. Uczestniczyło w nich 481 195 osób, a 10 974 zostało ochrzczonych.

### Stany Zjednoczone
W Stanach Zjednoczonych kongresy międzynarodowe zorganizowano w sześciu miastach. Z okazji kongresu międzynarodowego nadzorcy z Biur Oddziałów uczestniczyli w specjalnym szkoleniu, które odbyło się w Biurze Głównym Świadków Jehowy w Nowym Jorku.
Pierwsze zgromadzenie z serii kongresów międzynarodowych odbyło się w dniach od 20 do 25 czerwca na Yankee Stadium w Nowym Jorku. Udział wzięły 92 901 osób, w tym zagraniczni delegaci – najwięcej z Kanady. Program przedstawiono w języku angielskim i hiszpańskim (3048 obecnych). W przemówieniu Zjednoczeni głosiciele ‘Słowa Życia’ Nathan H. Knorr ogłosił wydanie zrewidowanego jednotomowego Pisma Świętego w Przekładzie Nowego Świata.
W dniach od 23 do 27 czerwca kongres odbył się na Sam Houston Coliseum w Houston. Program przedstawiono w języku angielskim (19 141 obecnych) i hiszpańskim (2159 obecnych).
W Oklahoma City kongres odbył się w dniach od 8 do 15 sierpnia w Fairgrounds Grandstand. Wzięło w nim udział 12 744 osoby.
W dniach od 15 do 20 sierpnia kongres odbył się na Omaha Civic Auditorium w Omaha, w którym wzięło udział 11 528 osób.
Kongres na Milwaukee Arena Auditorium w Milwaukee odbył się w dniach od 22 do 27 sierpnia, na którym było 40 552 obecnych.
W dniach od 29 sierpnia do 3 września kongres odbył się na Candlestick Park Stadium w San Francisco. Program przedstawiono w języku angielskim i hiszpańskim. Skorzystało z niego 50 213 osób.

### Dania
W kongresie, który odbył się w dniach od 11 do 16 lipca w Indroetsparken w Kopenhadze uczestniczyło 33 513 osób. Program został przedstawiony w językach: angielskim, duńskim, fińskim, norweskim i szwedzkim, a skorzystali z niego delegaci z 34 krajów, w tym Świadkowie Jehowy z Danii, Finlandii, Norwegii, Szwecji, Islandii oraz 3000 delegatów ze Stanów Zjednoczonych i Kanady.

### Francja
W dniach od 1 do 6 sierpnia odbył się kongres międzynarodowy w Paryżu. Programu przedstawianego w językach: francuskim, angielskim, polskim, portugalskim oraz hiszpańskim wysłuchały 23 004 osoby. Z programu przedstawionego w języku hiszpańskim skorzystali Świadkowie Jehowy z Hiszpanii, których działalność w tym czasie była w Hiszpanii zakazana oraz Świadkowie Jehowy z Portugalii w języku portugalskim gdzie również obowiązywał zakaz działalności. Obecne były także delegacje ze Szwajcarii, Belgii i innych krajów. Ochrzczono 1203 osoby. Podpisana umowa na zorganizowanie kongresu na stadionie Perc des Princes z powodu zagrożenia terrorystycznego została unieważniona. Uzyskano specjalne zezwolenie na przeprowadzenie go w Colombes

### Holandia
W dniach od 1 do 6 sierpnia kongres odbył się w Amsterdamie. Uczestniczyło w nim 23 708 osób. Obecne były delegacje z Holandii i Belgii.

### Kanada
W dniach od 4 do 9 lipca kongres międzynarodowy przeprowadzono na Empire Stadium w Vancouver. Liczba obecnych wyniosła 28 952 osoby.

### Niemcy
W dniach od 18 do 23 lipca kongres zorganizowano w Hamburgu. Terenem kongresu była łąka o powierzchni 80 000 m² w największym parku miasta. Pomimo ulewnego deszczu, w kongresie uczestniczyło 88 338 osób z 53 krajów, w tym Świadkowie Jehowy z Niemiec, delegaci z Austrii, Luksemburga, Szwajcarii oraz kilka tysięcy z NRD, dla większości których była to ostatnia taka możliwość, aż do lat 90. XX wieku. Kilka dni po zakończeniu zgromadzenia rozpoczęto budowę muru berlińskiego. Ochrzczonych zostało 2301 osób, a wśród nich pierwsza współwyznawczyni z Liechtensteinu.

### Wielka Brytania
W dniach od 30 lipca do 3 sierpnia kongres odbył się na Twickenham Stadium w Londynie. Uczestniczyło w nim 48 070 osób.

### Włochy
W dniach od 18 do 23 lipca kongres przeprowadzono w Palazzo delle Esposizioni w Turynie. Był to pierwszy kongres międzynarodowy zorganizowany we Włoszech. Uczestniczyły w nim 6372 osoby.

## Pozostałe kongresy
Oprócz serii kongresów międzynarodowych na całym świecie zorganizowano zgromadzenia okręgowe.
Kongresy odbyły się w różnych krajach Afryki (m.in. w Kitwe w Zambii, w którym uczestniczyły delegacje z Ugandy i Kenii; w Ouansougon w Beninie), Azji (m.in. na Filipinach), Oceanii (m.in. w Australii) i obu Ameryk (m.in. w Salwadorze i na Bahamach).

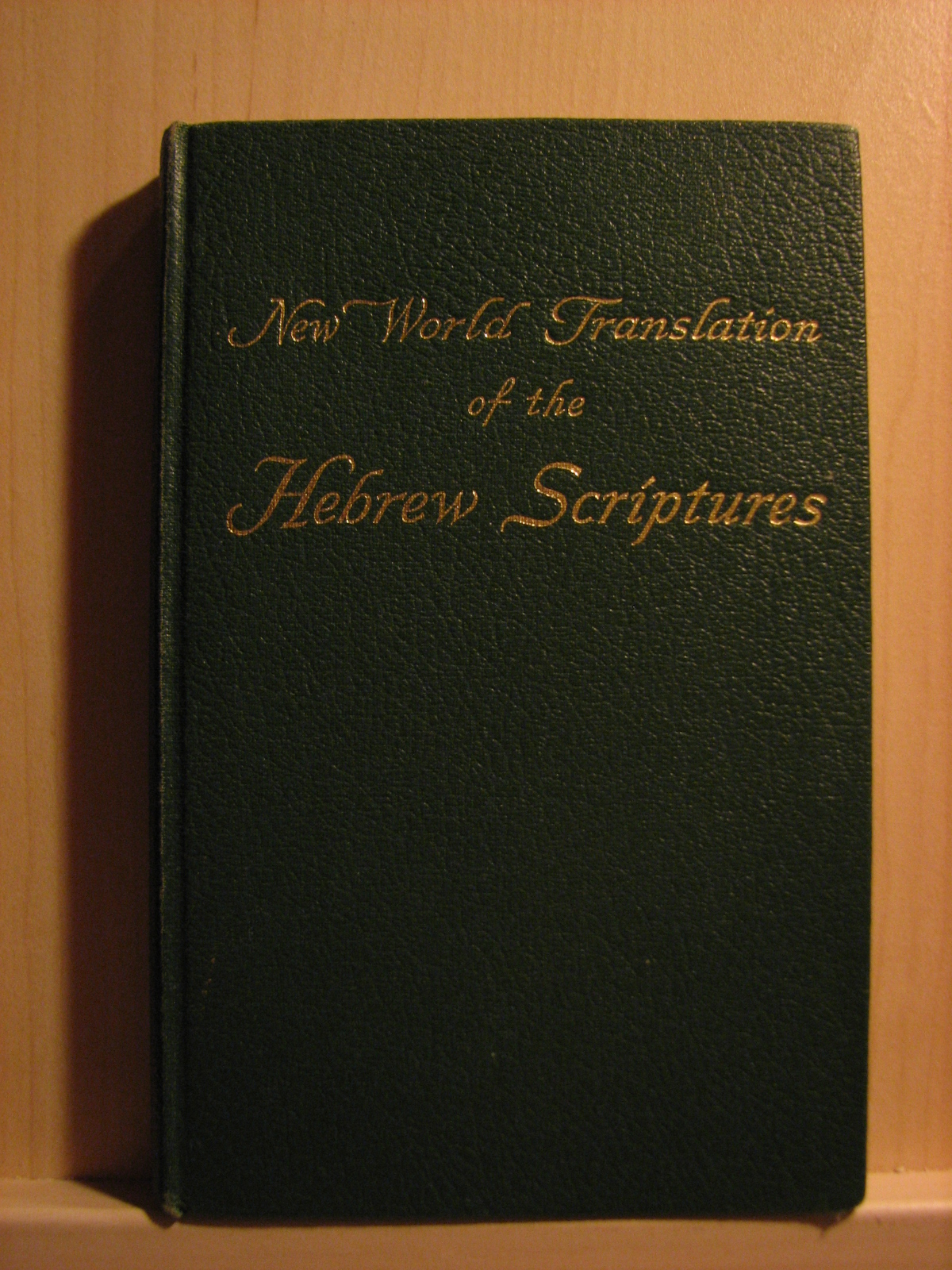
Pismo Święte w Przekładzie Nowego Świata (jednotomowe) – wydanie ogłoszono na kongresie w 1961 roku

## Ważne punkty programu
- Wykład publiczny: Gdy wszystkie narody zjednoczą się pod panowaniem Królestwa Bożego[3][5], którego treść została opublikowana w broszurze o takim samym tytule[37].

## Kampania informacyjna
W miastach kongresowych zorganizowano kampanię informacyjną, polegającą na rozpowszechnianiu specjalnych zaproszeń na zgromadzenia. Przedpołudnia od drugiego do piątego dnia programu międzynarodowych kongresów przeznaczone były na działalność kaznodziejską.